# Liste der Nummer-eins-Country-Alben in den USA (1964)
Dies ist eine Liste der Nummer-eins-Alben in den von Billboard ermittelten Verkaufscharts für Country-Alben in den USA im Jahr 1964, die erstmals am 11. Januar 1964 erhoben wurden. In diesem Jahr gab es neun Nummer-eins-Alben.

| ← 1963 ← | Liste der Nummer-eins-Country-Alben in den USA | Liste der Nummer-eins-Country-Alben in den USA | Liste der Nummer-eins-Country-Alben in den USA | 1965 →                    |
| \| Zeitraum \| Wo. ges. \| Interpret \| Titel \| Zusätzliche Informationen \| \| (Zeitraum, Wochen auf Platz eins, Interpret, Titel, zusätzliche Informationen) \| \| \| \| \| \| ------------------------------------------------------------------------------ \| -------- \| -------------------------- \| ---------------------------------------- \| ------------------------- \| \| 11. Januar 1964 – 17. Januar 1964 1 Woche (insgesamt 1) \| 1 \| Johnny Cash \| Ring of Fire: The Best of Johnny Cash[1] \| - \| \| 18. Januar 1964 – 24. Januar 1964 1 Woche (insgesamt 1) \| 1 \| Ray Price \| Night Life[2] \| - \| \| 25. Januar 1964 – 7. Februar 1964 2 Wochen (insgesamt 2) \| 2 \| Buck Owens \| Buck Owens Sings Tommy Collins[3] \| - \| \| 8. Februar 1964 – 8. Mai 1964 13 Wochen (insgesamt 14) \| 14 \| Johnny Cash \| Ring of Fire: The Best of Johnny Cash \| - \| \| 9. Mai 1964 – 19. Juni 1964 6 Wochen (insgesamt 6) \| 6 \| Chet Atkins \| Guitar Country[4] \| - \| \| 20. Juni 1964 – 3. Juli 1964 2 Wochen (insgesamt 2) \| 2 \| Hank Snow \| More Hank Snow Souvenirs[5] \| - \| \| 4. Juli 1964 – 28. August 1964 8 Wochen (insgesamt 8) \| 8 \| Jim Reeves \| Moonlight And Roses[6] \| - \| \| 29. August 1964 – 25. September 1964 4 Wochen (insgesamt 4) \| 4 \| Johnny Cash \| I Walk the Line[7] \| - \| \| 26. September 1964 – 20. November 1964 8 Wochen (insgesamt 8) \| 8 \| Jim Reeves \| The Best of Jim Reeves[8] \| - \| \| 21. November 1964 – 25. Dezember 1964 5 Wochen (insgesamt 5) \| 5 \| Buck Owens & his Buckaroos \| Together Again[9] \| - \| |                                                |                                                |                                                |                           |
| ← 1963 |                                                |                                                |                                                | → 1965 →                  |
| Zeitraum | Wo. ges.                                       | Interpret                                      | Titel                                          | Zusätzliche Informationen |
| (Zeitraum, Wochen auf Platz eins, Interpret, Titel, zusätzliche Informationen) |                                                |                                                |                                                |                           |
| 11. Januar 1964 – 17. Januar 1964 1 Woche (insgesamt 1) | 1                                              | Johnny Cash                                    | Ring of Fire: The Best of Johnny Cash          | -                         |
| 18. Januar 1964 – 24. Januar 1964 1 Woche (insgesamt 1) | 1                                              | Ray Price                                      | Night Life                                     | -                         |
| 25. Januar 1964 – 7. Februar 1964 2 Wochen (insgesamt 2) | 2                                              | Buck Owens                                     | Buck Owens Sings Tommy Collins                 | -                         |
| 8. Februar 1964 – 8. Mai 1964 13 Wochen (insgesamt 14) | 14                                             | Johnny Cash                                    | Ring of Fire: The Best of Johnny Cash          | -                         |
| 9. Mai 1964 – 19. Juni 1964 6 Wochen (insgesamt 6) | 6                                              | Chet Atkins                                    | Guitar Country                                 | -                         |
| 20. Juni 1964 – 3. Juli 1964 2 Wochen (insgesamt 2) | 2                                              | Hank Snow                                      | More Hank Snow Souvenirs                       | -                         |
| 4. Juli 1964 – 28. August 1964 8 Wochen (insgesamt 8) | 8                                              | Jim Reeves                                     | Moonlight And Roses                            | -                         |
| 29. August 1964 – 25. September 1964 4 Wochen (insgesamt 4) | 4                                              | Johnny Cash                                    | I Walk the Line                                | -                         |
| 26. September 1964 – 20. November 1964 8 Wochen (insgesamt 8) | 8                                              | Jim Reeves                                     | The Best of Jim Reeves                         | -                         |
| 21. November 1964 – 25. Dezember 1964 5 Wochen (insgesamt 5) | 5                                              | Buck Owens & his Buckaroos                     | Together Again                                 | -                         |